# Hagnzell
Hagnzell ist ein Gemeindeteil von Ascha auf der Gemarkung Bärnzell im niederbayerischen Landkreis Straubing-Bogen.
Der Weiler liegt zweieinhalb Kilometer südwestlich des Ortskerns von Ascha am Rand einer Rodungsinsel zwischen dem Kienbach und dem Steinachbach.

## Geschichte
Hagnzell war ein Gemeindeteil der Gemeinde Bärnzell, die mit der Gebietsreform in Bayern ihre Eigenständigkeit verlor und 1971 in die Gemeinde Ascha eingegliedert wurde.
Bis etwa 1877 war die Schreibweise „Hagenzell“.
 Einwohnerentwicklung 
| Jahr        | 1835 | 1860 | 1861 | 1871 | 1875 | 1885 | 1900 | 1925 | 1950 | 1961 | 1970 | 1987 | 2021 |
| ----------- | ---- | ---- | ---- | ---- | ---- | ---- | ---- | ---- | ---- | ---- | ---- | ---- | ---- |
| Einwohner   | 35   | 35   | 35   | 28   | 20   | 21   | 22   | 19   | 22   | 18   | 15   | 13   |      |
| Wohngebäude | 4    | 4    |      |      |      | 3    | 4    | 3    | 3    | 3    |      | 4    | 5    |

## Bauwerke

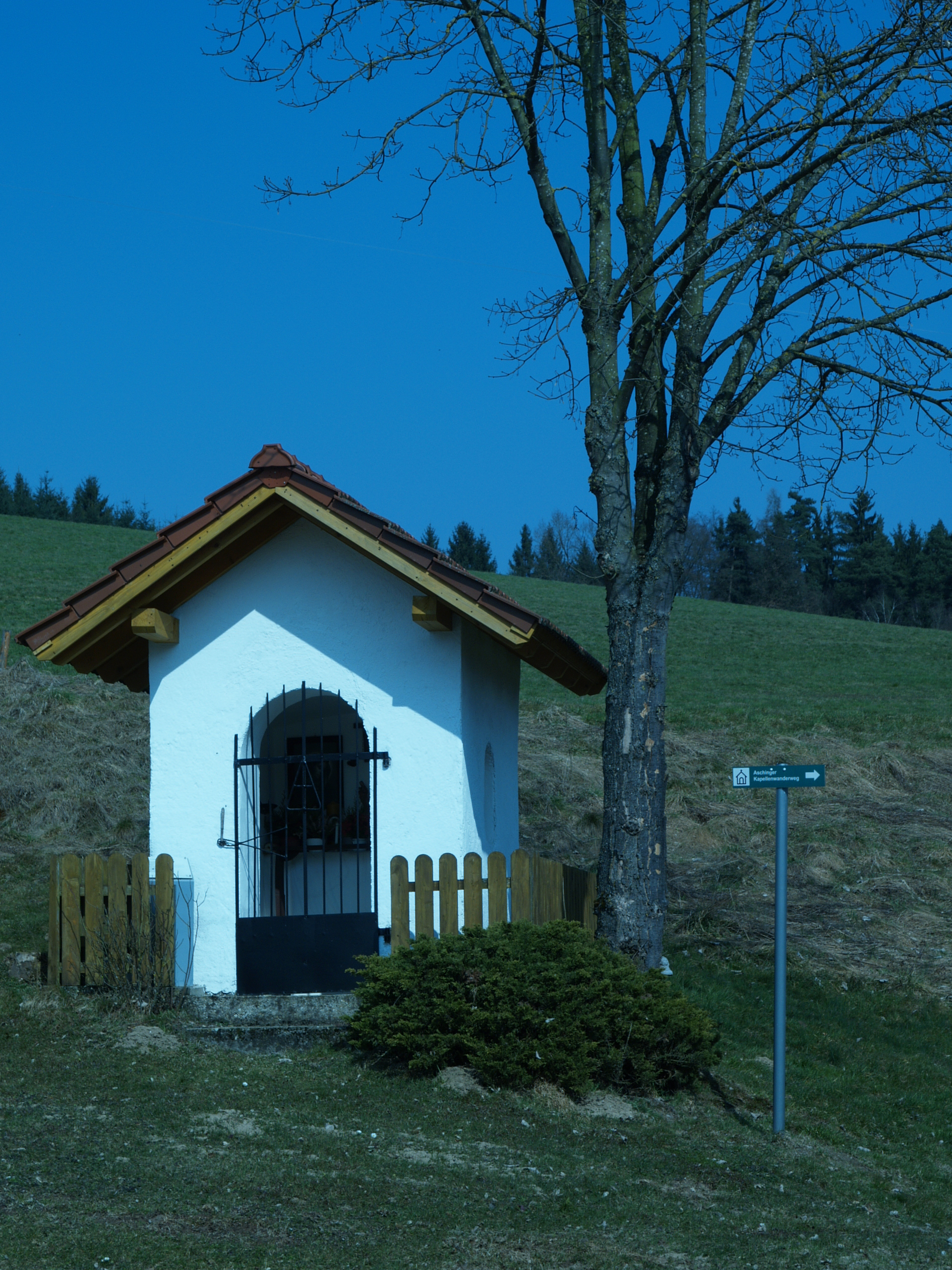
„Fuchskapelle“ am nördlichen Ortsrand
Baudenkmal D-2-78-116-10

In Hagnzell sind drei Gebäude aus dem 19. Jahrhundert als Baudenkmäler gelistet, zwei Kapellen und ein Traidkasten.